# Archangela Girlani
Archangela Girlani (Trino, 1460 — Mântua, 25 de janeiro de 1494) foi uma religiosa carmelita italiana.
Seu nome de batismo era Eleonora. Tomou o hábito carmelita no mosteiro de Parma em 1477 e pertenceu à Congregação Mantuana da ordem. Exerceu o cargo de priora nos mosteiros de Parma e Mântua. Distinguiu-se pela grande devoção à Santíssima Trindade.